# 斑芝花高爾夫俱樂部
斑芝花高爾夫俱樂部，位於台灣台南市東山區東原里，原稱永安高爾夫鄉村渡假俱樂部，除了27洞球道之外，還附設多樣化休閒娛樂與住宿設施。
斑芝花高爾夫俱樂部創設於1993年，佔地108公頃，是美國知名設計師佩特·戴伊與其長子裴瑞·戴伊在台灣的唯一作品。球場共有27洞，分成青山、綠水與黃金三區各9洞，其中青山與綠水兩區為標準的國際錦標賽球場，黃金區則球道距離較短，較適合一般業餘球友。
除了球場外，另設有旅館、中西式餐廳、多功能會議室、三溫暖等休閒設施。